# Future Islands
Future Islands é um grupo norte-americano de música eletrónica (synthpop), residente em Baltimore, Maryland, mas formado em Greenville, Carolina do Norte em 2006. É composto por Samuel T. Herring (voz), Gerrit Welmers (teclados e programação), William Cashion (guitarra baixo, guitarra acústica e elétrica) e Michael Lowry (percussão). 

## História

### Little AdvanceseWave Like Home
William Cashion e Samuel T. Herring conheceram-se enquanto estudavam na East Carolina University (ECU) em Greenville (Carolina do Norte), decidindo iniciar a banda Art Lord & The Self-Portraits. A formação original incluiria também Adam Beeby e a colega de universidade Kymia Nawabi.  Gerrit Welmers, amigo de liceu de Samuel T. Herring e também aluno na ECU, viria juntar-se ao grupo pouco tempo depois. A banda iria durar de Fevereiro 2003 até Setembro de 2005. Kymia Nawabi já havia saído desta ao terminar o curso, e com a saída de Adam Beeby os restantes membros – Welmers, Cashion e Herring - decidem não continuar o projeto, mas iniciar um novo, com um outro espírito.
Em inícios de 2006, juntamente com o baterista Erick Murillo - proveniente da banda Kickass - formam os Future Islands, dando o seu primeiro concerto sob este nome a 12 de Fevereiro desse ano e lançando o EP “Little Advances” em Abril.
Em Junho de 2007 gravam com Chester Endersby Gwazda seu primeiro álbum – “Wave Like Home” – no andar de cima da Backdoor Skateshop, em Greenville (Carolina do Norte). A editora Londrina Upset the Rhythm iria lançá-lo no ano seguinte, tendo a capa do álbum sido criada por Kymia Nawabi, antigo membro dos Art Lord & the Self-Portraits.

### In Evening AireOn The Water
Em novembro de 2007 Erick Murillo sai dos Future Islands. Desde final desse ano até junho de 2008, os restantes membros mudam-se progressivamente para Baltimore, cidade com a qual já possuíam fortes laços, através dos vários espetáculos que tocaram com bandas provenientes da sua cena musical (Dan Deacon, Height, Bow N’ Arrow, Videohippos, Blood Baby, entre outros). Murillo seria substituído por Samuel N. Ortiz-Payero - da banda Thrust Lab - mas este deixa os Future Islands apenas alguns meses depois - em meados de 2008 - imediatamente antes da primeira tournée nacional do grupo.   Gerrit Welmers passa a substituir o baterista através de programação por computador. 
É durante essa primeira tournée pelos Estados Unidos que o grupo grava o single “Feathers and Hallways”, em Oakland, Califórnia, novamente com Chester Endersby Gwazda. O seu segundo álbum “In Evening Air” é também produzido por este, gravado na sala de estar do grupo, no bairro histórico de Marble Hill em Baltimore. Mais uma vez, a capa do álbum é da autoria de Kymia Nawabi.
Em 2009, a banda assina contrato com a editora independente de Chicago Thrill Jockey que lança o álbum “In Evening Air”, em Maio de 2010.
Após um ano de tournée intensiva, gravam o seu terceiro álbum, “Wave Like Home” com Chester Endersby Gwazda, na casa de Abram Sanders em Elizabeth City, Carolina do Norte, sendo este lançado nesse Outono. Desta vez, o trabalho gráfico pertence a Elena Johnston.

### SingleseThe Far Field
Em 2013 os Future Islands fazem uma pausa das suas tournées para escrever e gravar o álbum “Singles” (produção desta vez assegurada por Chris Coady). Este seria lançado em Março de 2014 pela editora 4AD, com a qual haviam assinado contrato no início desse ano. Voltam também a incluir - a partir da sua tournée de finais de 2013 - um baterista nas suas atuações ao vivo. Inicialmente este seria Denny Bowen, baterista da já extinta banda Double Dagger e que havia já tocado bateria nos anteriores álbuns do grupo.  Devido a um conflito de datas das tournées dos Future Islands com as da banda de Bowen – os Roomrunner – este é substituído, primeiro temporariamente durante Fevereiro e Março de 2014, e de forma permanente a partir de Junho desse ano, por Mike Lowry, proveniente das bandas Lake Trout e Mt. Royal.
A 3 de Março de 2014, em promoção do seu novo álbum, a banda toca o primeiro single deste “Seasons (Waiting on You)" no The Late Show with David Letterman, e o vídeo desta atuação viria a tornar-se viral na internet, com milhões de visitas no Youtube. Ainda nesse ano, a banda apareceria também no  Jimmy Kimmel Live em Maio e no  Later with Jools Holland em Setembro. 

“Seasons (Waiting On You)” seria eleita melhor canção de 2014 pelo NME, Pitchfork,, Spin Magazine, e Consequence of Sound.
O sucesso do álbum “Singles” levaria um encadeamento de tournées e de prestações em festivais internacionais. A 28 de junho de 2015, o grupo tocaria no “The Other Stage” do Glastonbury Festival, em Inglaterra.
Os Future Islands atuaram em São Paulo, no Brasil, a 18 de agosto de 2011 e deram os seus primeiros concertos em Portugal a 23 e 24 outubro de 2014 - em Lisboa e no Porto respetivamente - e em Lisboa a 10 de julho de 2015 no Palco Heineken do Festival NOS Alive, no Passeio Marítimo de Algés.
A 31 de janeiro de 2017 os Future Islands lançaram o primeiro single "Ran" do seu album The Far Field escrito e gravado em 2016, e lançado a 7 de Abril de 2017. A sua apresentação em Portugal teve lugar no Festival Vodafone Paredes de Coura a 16 de Agosto 201. A presença da banda foi confirmada para o festival NOS Alive, no Palco Sagres, a 13 de Julho 2018.

## Membros da banda
Membros atuais:
- Gerrit Welmers - teclados e programação (2006–presente)
- William Cashion - guitarra baixo, guitarra acústica e elétrica (2006–presente)
- Samuel T. Herring - voz, letras (2006–presente)
- Michael Lowry - bateria (2014–presente)

Antigos membros:
- Erick Murillo - bateria (2006-2007)
- Samuel N. Ortiz-Payero - bateria (Janeiro 2008–Julho 2008)
- Denny Bowen - bateria (Novembro 2013, Abril-Junho 2014)

## Discografia

### Álbuns
- Wave Like Home (Upset! the Rhythm - 25 de agosto 2008)
- In Evening Air (Thrill Jockey - 4 de maio 2010)
- On the Water (Thrill Jockey - 11 de outubro 2011)
- Singles (4AD - 24 de março 2014)
- The Far Field (4AD - 7 de abril 2017)
- As Long As You Are (4AD - 9 de outubro 2020)

### EPs e singles
- Little Advances (CD-R/cassete autoeditado – 28 de abril 2006)
- CD-R/cassete partilhado com Moss of Aura (autoeditado – 6 de janeiro 2007)
- EP de 7" partilhado com Dan Deacon (307 Knox Records – 5 de Agosto 2008 – vinil púrpura, limitado a 1000)
- Feathers & Hallways single de 7" (Upset the Rhythm – 15 de Abril 2009 – vinil branco virgem)
- Post Office Wave Chapel EP 12"  de remisturas (Free Danger – Fevereiro 2010, limitado a 500)
- In The Fall EP de 12" (Thrill Jockey – Abril de 2010 -  vinil azul, limitado a 1000)
- Undressed 12" EP (Thrill Jockey - September 2010, limited to 1000)
- Split 7" single partilhado com Lonnie Walker (Friends Records - 4 de November 2010, limitado a 1000)
- Before the Bridge Single de 7” (Thrill Jockey – 19 de julho 2011, limitado a 750)
- Single 7” partilhado com Ed Schrader’s Music Beat (Famous Class – 17 de Julho 2012)
- Tomorrow/The Fountain, single de 7” (Upset the Rhythm – 3 de Setembro 2012, limitado a 1000)
- Seasons (Waiting on You), single de 7" (4AD - Fevereiro 2014)
- A Dream of You and Me, single promocional (Março 2014)
- Spirit, CDr promocional (4AD - 26 de Maio 2014)
- Doves (Vince Clarke Remix) Edição digital e single (4AD - 4 de Agosto 2014)
- Light House, single flexidisco de um só lado (Ideas For Housecrafts - Agosto 2014)
- The Chase/Haunted by You, single de 7" (4AD - Abril 2015)
- Ran, edição digital (4AD - 31 de Janeiro 2017)
- Cave, edição digital (4AD - 24 de Março 2017)
- Calliope, edição digital (Adult Swim, Singles 2017 - 3 de Maio 2018)